# Teoria conspirației privind ambiguitatea cetățeniei lui Obama

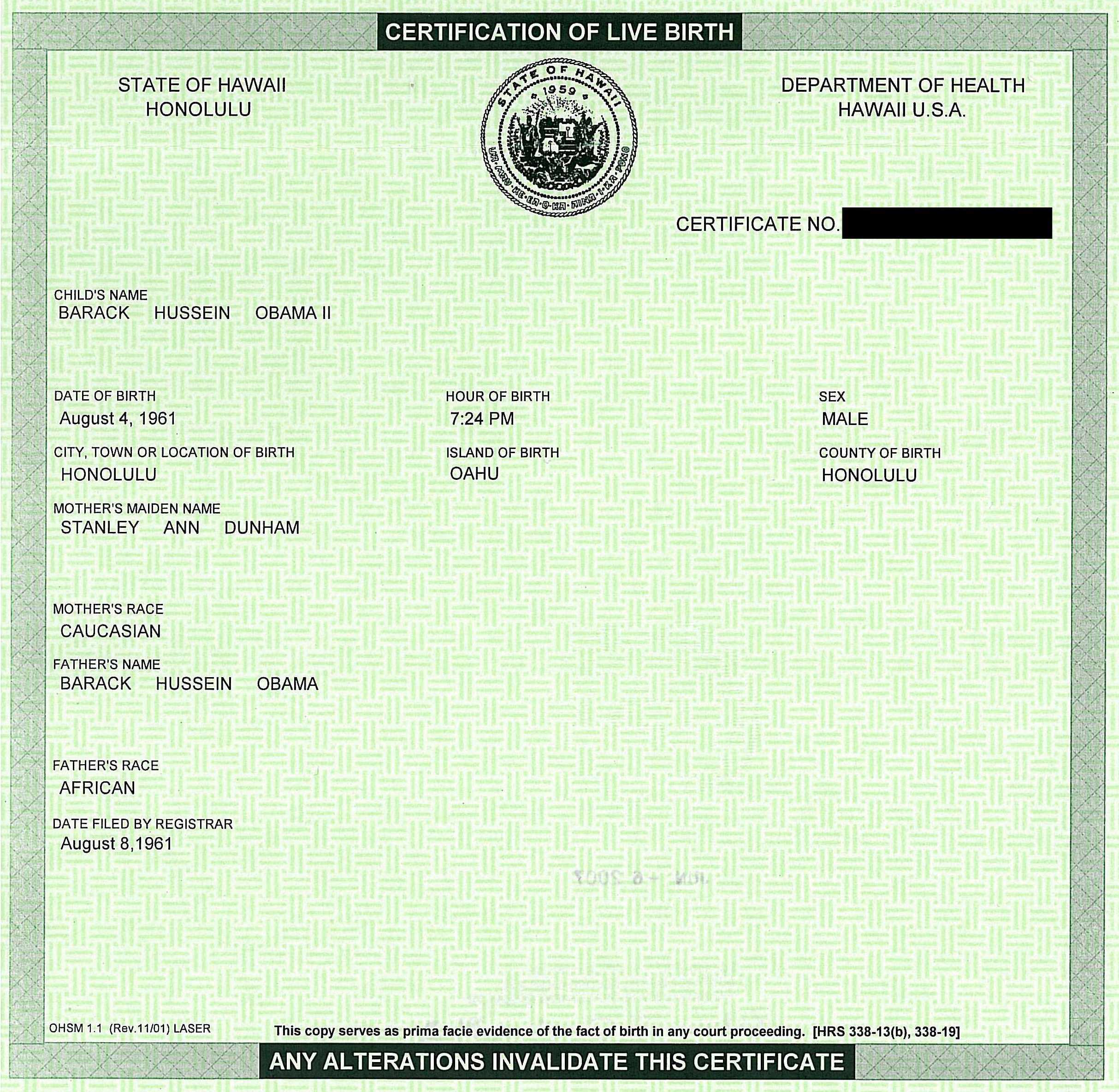
Copie oficială neparafată și acordată la cerere de statul Hawaii a Certificatului de naștere prescurtat al lui Barack Obama

Conform constituției americane dreptul la cetățenie provine dintr-un amestec de jus soli (legea teritoriului, cei născuți pe teritoriu american) și jus sanguinis (născuți din părinți americani). Legea americană stipulează că o persoană născută pe teritoriile aflate sub jurisdicție americană (inclusiv Puerto Rico, Guam, Insulele Virgine Americane și Insulele Mariana de Nord) devine automat cetățean american. De asemenea, dar nu automat (există excepții), copii născuți din părinți americani aflați pe teritorii străine.
Pentru a servi ca președinte al Statelor Unite, paragraful 1 din al II-lea articol al constituției americane stipulează:
„No person except a natural born Citizen, or a Citizen of the United States, at the time of the Adoption of this Constitution, shall be eligible to the Office of President; neither shall any Person be eligible to that Office who shall not have attained to the Age of thirty-five Years, and been fourteen Years a Resident within the United States.”
Constituția americană pretinde condiții identice și pentru vice-președinte.
Teoria conspirației neagă legitimitatea alegerii lui Obama și este originară din cercurile de dreapta oponente lui Obama, lansată înainte de alegeri și, din când în când, devine subiect de actualitate. Conform acestei teorii Obama s-ar fi născut în Kenia, nu în Hawaii, iar certificatul de naștere prezentat este un fals. Această teorie se bazează pe faptul că Certificatul de naștere hawaiian este conceput astfel:
1. Este eliberat de Ministerul Sănătății hawaiian ca un „document de naștere a unui prunc viu” (engleză Certification of Live Birth) (formatul scurt) și nu ca un Certificat de naștere obișnuit (formatul lung).
2. Conform legilor Statului Hawaii un astfel de certificat se obține lesnicios, la cerere, fără multe formalități.
3. În anul 1962 o bună parte din arhiva oficială hawaiiană a fost distrusă.[4]

Janice Okubo, purtătorul de cuvânt al Ministerului Sănătății hawaiian a declarat că în Hawaii nu există certificate „format lung" și „format scurt”.
După alte teorii, Obama deține o dublă sau multiplă cetățenie: britanică, prin primul tată (Kenia aparținea de Commonwealth), Indoneziană, prin al II-lea și, posibil, americană, deci el nu corespunde cerinței constituționale de natural-born citizen. 
Toate aceste acuzații au fost respinse de Curtea Supremă a Statelor Unite. Niciunul dintre aceste cazuri nu a fost intentat în fața unor instanțe inferioare deci, la 8 ianuarie 2009 Obama a fost confirmat de către Congres ca Președinte ales al Statelor Unite.